# Манџурски кандидат (филм из 2004)
Манџурски кандидат (енгл. The Manchurian Candidate) је трилер филм из 2004. снимљен по истоименом роману Ричарда Кондона из 1959. и филму редитеља Џона Франкенхајмера из 1962. Филм је режирао Џонатан Деми, а у главним улогама су: Дензел Вошингтон, Мерил Стрип и Лијев Шрајбер.

## Радња
Током операције Пустињска олуја у Кувајту, америчке патроле наилазе на надмоћније ирачке снаге. Вођа одреда, капетан Бен Марко, отвара ватру из митраљеза, али пада, погођен кундаком непријатељског пешадије.
Много година касније, пошто је постао мајор, он говори групи извиђача о овој бици. Наредник Рејмонд Шо појурио је до митраљеза и одбио непријатеља, за шта је добио највишу америчку војну награду - Медаљу части. На изласку из школе, Марко упознаје свог саборца, каплара Ал Мелвина. Он очигледно није при себи. Он говори о чудним визијама, а да је у ствари њихов одред спасао сам Марко. Мајор бира цртеже који су испали из Мелвинове фасцикле и са ужасом схвата да су слике потпуно сличне његовим сновима. У сновима види како одређени тим научника приморава његов тим да у хору понови верзију Шоовог подвига, како Шо, по наређењу научника, гуши једног војника, а сам Марко пуца у другог. Саопштено је да су оба војника погинула у акцији.
Марко почиње да истражује. Он одлази у Њујорк, а на путу га среће лепа жена по имену Рози и позива га да одседне у кући њене сестре у Њујорку. У купатилу Марко примећује чудну избочину на леђима, раскида је бритвом, испада сићушни метални имплантат, али због мајорове непажње пада у лавабо. У међувремену, Шо, сада политичар и кандидат за потпредседника Сједињених Држава, добија телефонски налог за активацију и одлази у скривену просторију где тим научника буши његову лобању и замењује имплантат у дубини његовог мозга.
Марко се састаје са Шоом, али он одговара на сва питања да се ничега не сећа. Марко напада Шоа и изгризе му имплантат из леђа. Обезбеђење долази и хапси Марка, али Шо не подноси тужбу против њега. Команда уклања Марка из службе и наређује му да се јави у болницу на лечење. Научник, друг Марко, којег је спасао из Албаније, у чуду проучава уређај имплантата. Марко је на трагу извесне „Манџурске фондације“ и јужноафричког научника Атикуса Нојла, које је видео у својим сновима. Он излаже ове информације сенатору Јордану. Упркос слабим доказима, Џордан износи информације Шоу и његовој мајци и захтева од конгресмена да повуче своју кандидатуру и да онда схвати шта му се догодило. Шо се слаже, али његова мајка неочекивано изговара налог за активацију. Зомбирани Шо убија Џордана и његову ћерку, са којом је раније излазио.
Марко разоткрива Роузи, која је агент оперативне групе ФБИ-а који годинама прати заверу Манџуријског фонда. ФБИ организује састанак између Марка и Шоа. Шо каже да његова мајка жели да разговара са њим телефоном. Марко подиже слушалицу и чује наређење за активирање.
Кандидат Артур побеђује на председничким изборима. На забави, зомбовани Марко мора да упуца Артура, након чега ће Шо постати председник. Међутим, Марко и Шо превазилазе ефекте психотроничког оружја. Шо излаже себе и своју мајку Марковом ударцу. ФБИ агент Росие спречава Марка да изврши самоубиство, након чега власти заташкавају околности случаја, штитећи Марка. Марко стиже у мистериозну базу где је њему и његовим друговима испран мозак, и говори Рози како је имао среће да одатле побегне.

## Улоге
| Глумац           | Улога                 |
| ---------------- | --------------------- |
| Дензел Вошингтон | мајор Бенет Марко     |
| Мерил Стрип      | сенаторка Еленор Шо   |
| Лијев Шрајбер    | конгресмен Рејмонд Шо |
| Џон Војт         | сенатор Томас Џордан  |
| Кимберли Елиз    | Јуџинија Роси         |
| Вера Фармига     | Џослин Џордан         |
| Тед Левин        | пуковник Хауард       |
| Мигел Ферер      | пуковник Гарет        |
| Дин Стоквел      | Марк Витинг           |
| Џефри Рајт       | Ал Мелвин             |
| Сајмон Макберни  | др Атикус Нојл        |
| Бруно Ганц       | Делп                  |
| Том Стекшулти    | гувернер Роберт Артур |
| Робин Хичкок     | Лорент Токар          |
| Оба Бабатунде    | сенатор Велс          |
| Џон Априја       | контраадмирал Глик    |
| Роџер Корман     | гдин секретар         |
| Ал Франкен       | ТВ коментатор         |
| Бил Ервин        | вођа извиђача         |
| Адам Лефевр      | конгресмен Хили       |
| Чарлс Нејпијер   | генерал Слоун         |
| Трејси Волтер    | ноћни чувар           |

## Зарада
- Зарада у САД - 65.955.630 $
- Зарада у иностранству - 30.150.280 $
- Зарада у свету - 96.105.910 $